# Musée d'Art asiatique de Berlin
Le musée d'art asiatique (en allemand : Museum für Asiatische Kunst) se trouve dans le quartier berlinois de Dahlem.

## Histoire
Le musée est ouvert depuis décembre 2006. Composante des musées de Dahlem, il occupe le même bâtiment que le musée ethnologique de Berlin.
Avec environ 20 000 objets exposés, c'est l'un des plus grands musées au monde sur l'art asiatique ancien. Il fait partie des Musées nationaux de Berlin.

## Galerie

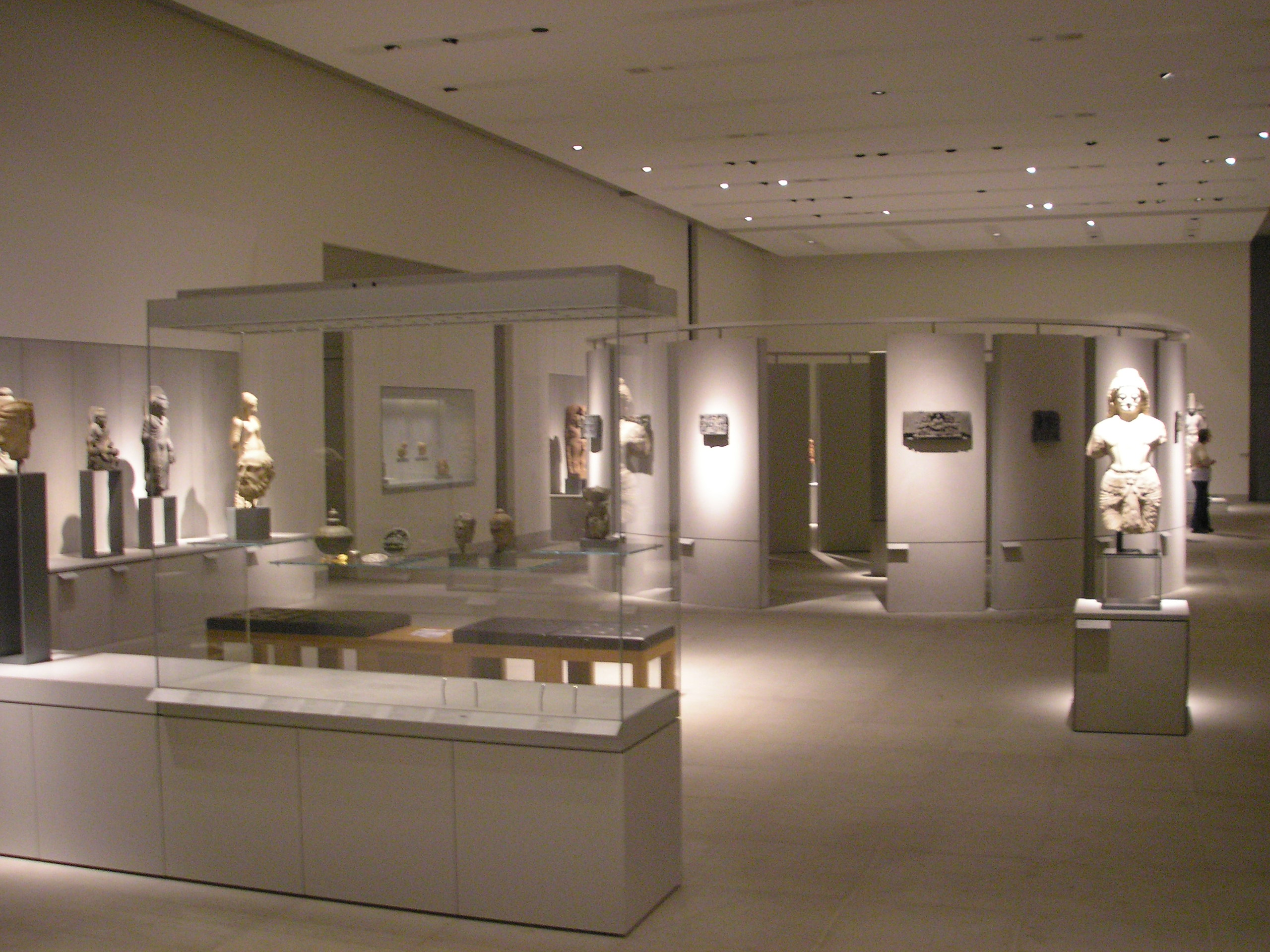
La partie indienne du musée.
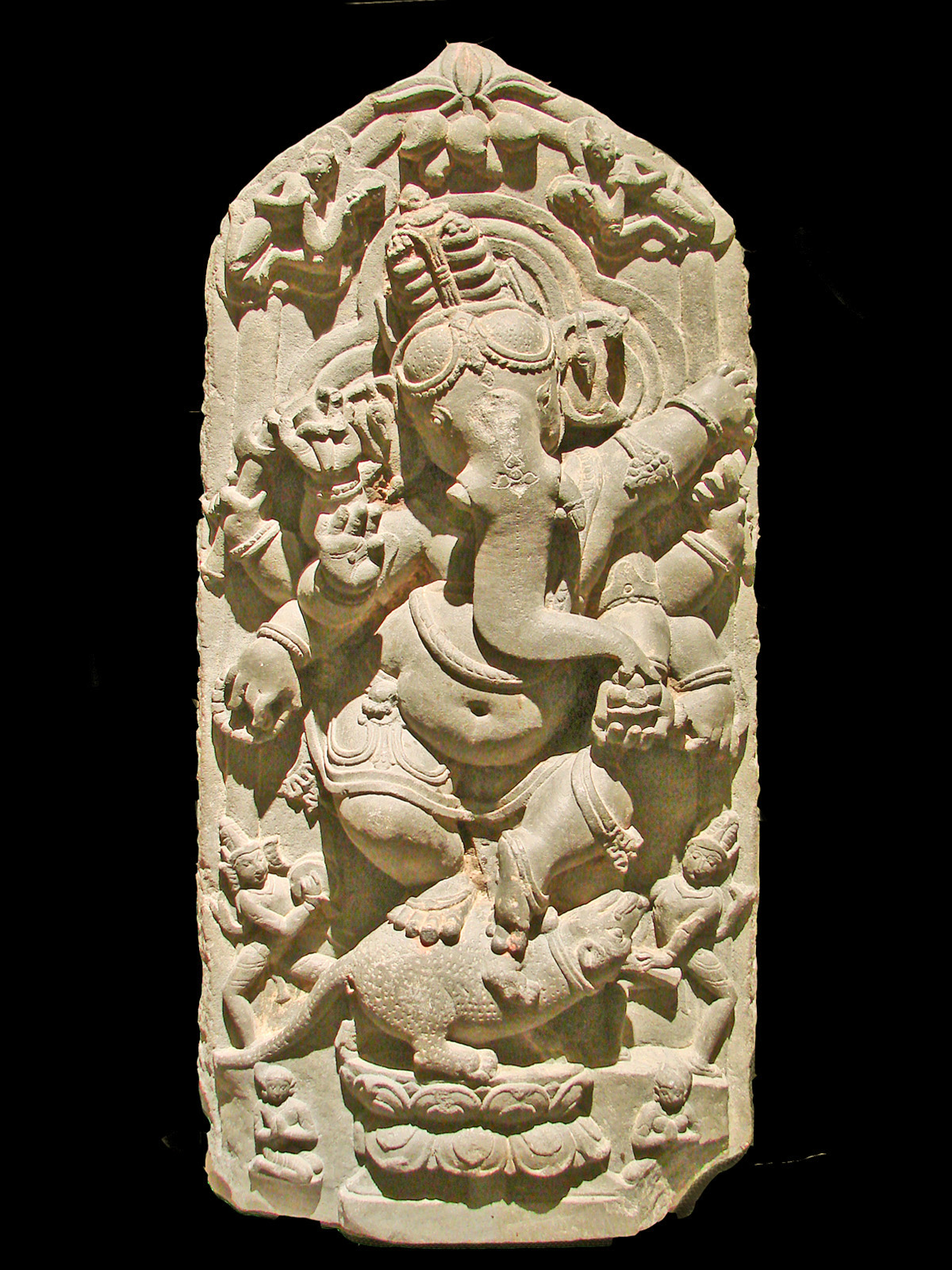
Sculpture de Ganesh
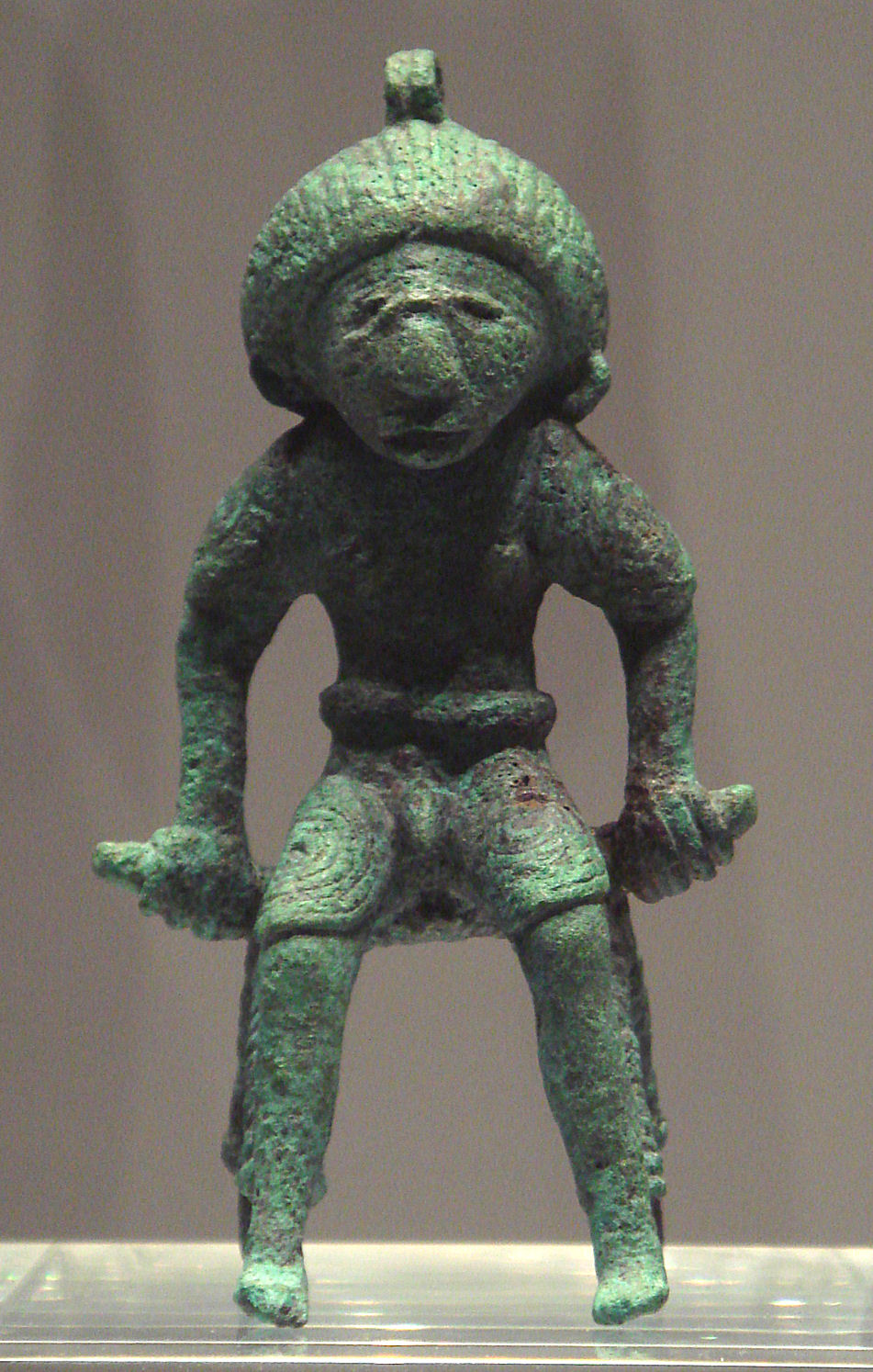
Figurine de bronze.
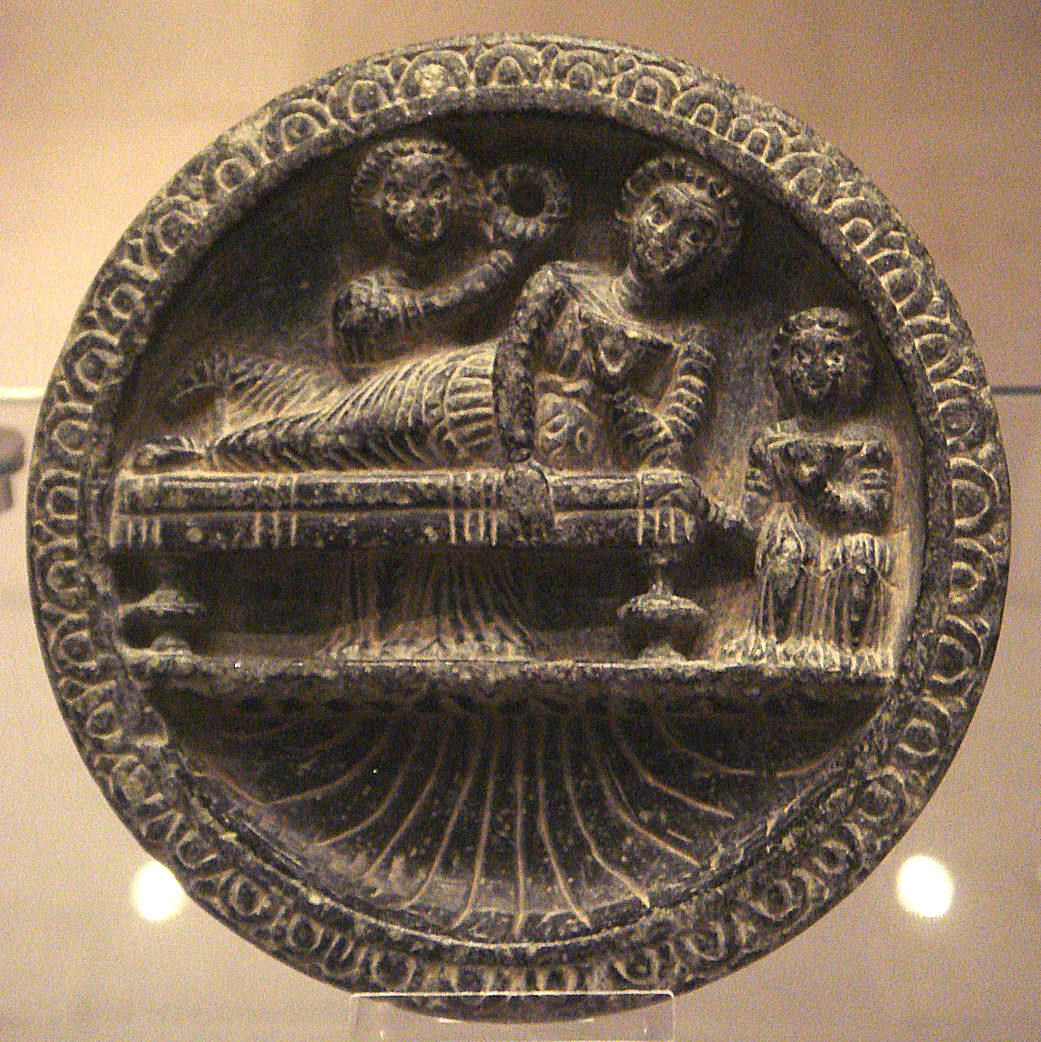
Gandhara.
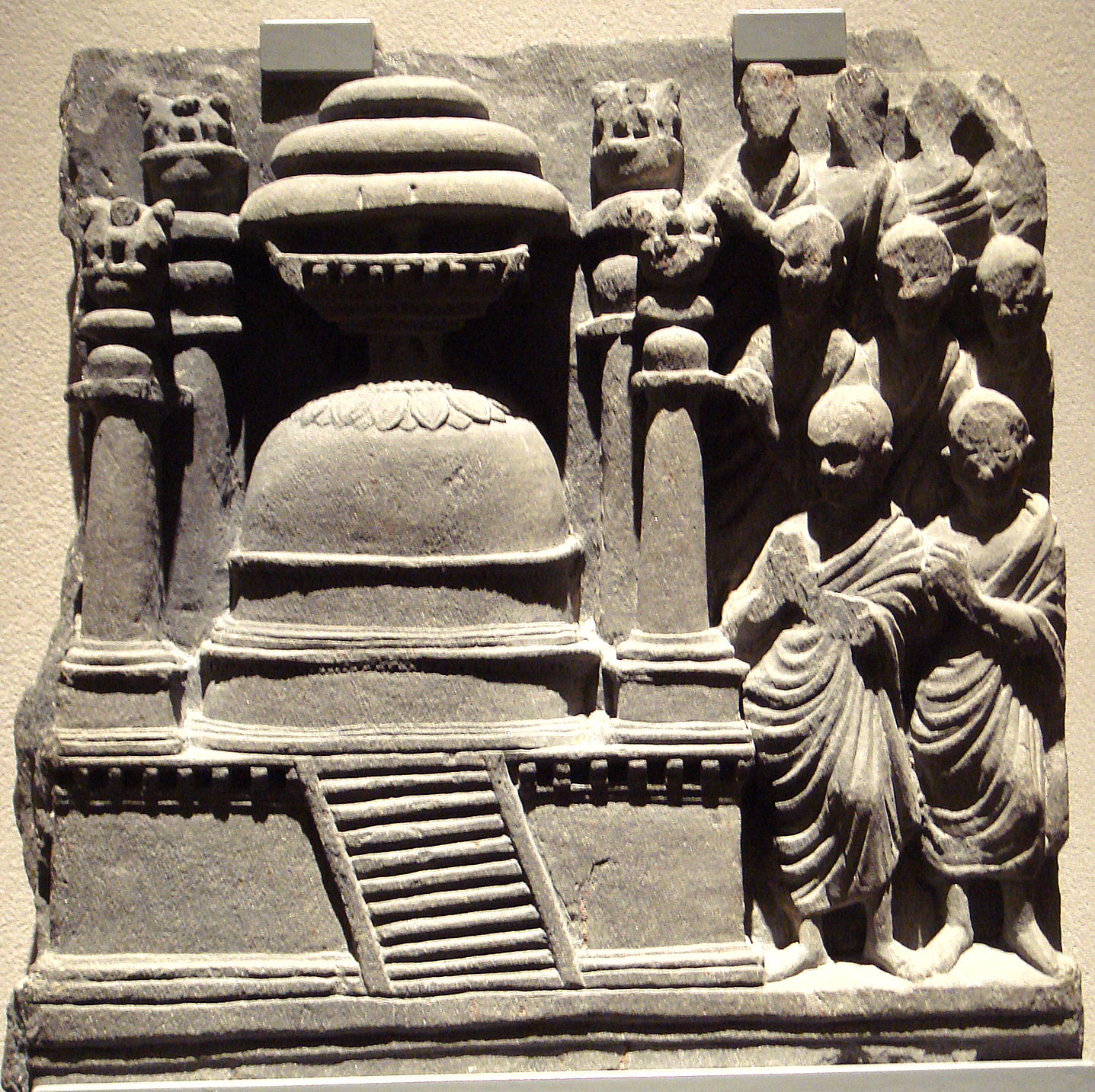
Gandhara.
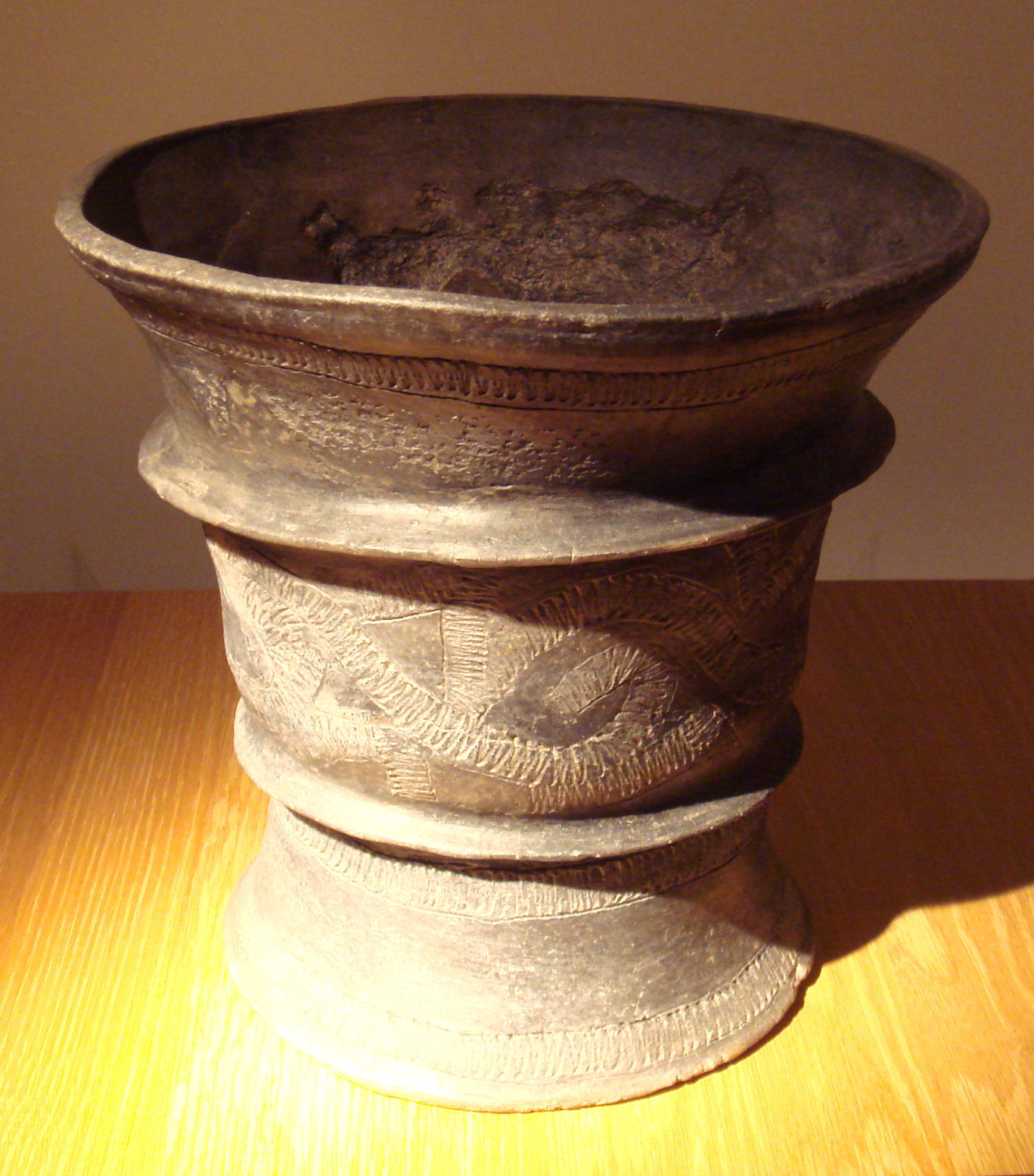
Vase Ban Chiang.